# Fahda bint Falah Al Hithlain
Fahda bint Falah Al Hithlain (1965) è la terza moglie di Salman bin Abdulaziz Al Saud, re dell'Arabia Saudita. È un membro della tribù Ajman. Sua madre è Munira bint Abdullah e i suoi antenati includono i leader della tribù Ajman, Rakan e Dhaydan bin Hithlain.

## Biografia
Fahda sposò il re Salman nel 1984. Lei è trent'anni più giovane di lui. Ha sei figli con il re Salman: il principe ereditario e primo ministro Mohammed, il principe Turki, il ministro della Difesa il principe Khalid, il principe Nayef, il principe Bandar e il principe Rakan. Il suo secondo figlio maggiore, Turki, è un uomo d'affari. Il principe Khalid, il suo terzo figlio maggiore, è il ministro della Difesa. Il principe Bandar è il capo della Guardia Reale che si occupa della sicurezza personale del re e del principe ereditario.
Nel 2017, funzionari dell'intelligence statunitense hanno affermato che Fahda era stata posta agli arresti domiciliari da suo figlio, il principe ereditario Bin Salman, sotto gli auspici della purga anticorruzione del principe ereditario. Il presunto arresto è avvenuto all'insaputa di re Salman, che è stato indotto a pensare che sua moglie stesse ricevendo cure mediche. I funzionari sauditi negano le accuse degli Stati Uniti.